# Positions (album)
Positions (zapis stylizowany: positions) – szósty album studyjny amerykańskiej piosenkarki Ariany Grande wydany 30 października 2020 przez Republic Records. Piosenkarka pracowała nad tym albumem z dużą liczbą producentów, w tym z Tommym Brownem, Anthonym M. Jonesem, London on da Track, Murda Beatz, The Rascals, Scottem Storchem, Robertem Taylorem oraz Charlesem Andersonem, a także autorkami tekstów Victorią Monét i Taylą Parx, z którymi Grande już pisała wcześniej.
Positions głównie skupia się na motywach seksu oraz romansu. Album ten podziela styl R&B oraz trap-popu, wcześniej zaimplementowany w poprzednich albumach Grande Sweetener (2018) i Thank U, Next (2019), dodając elementy hip-hopu, neo soulu oraz funku. Standardowa edycja krążka zawiera 14 utworów, w tym 3 z gościnnymi występami Dojy Cat, The Weeknd i Ty Dolla Sign. Positions zostało w miarę ciepło przyjęte przez krytyków muzycznych, album został pochwalony za wokale Grande, a skrytykowany za jego teksty i produkcję. Album został wymieniony na wielu listach końcoworocznych listach najlepszych albumów roku 2020.
Utwór tytułowy został wydany jako główny singel promujący album 23 października 2020 roku, tydzień przed wydaniem albumu. Zadebiutował on na szczycie amerykańskiej listy magazynu „Billboard” Hot 100, stając się piątym numerem jeden Grande tamże. Była to już trzecia piosenka Grande, która zadebiutowała na pierwszej pozycji w 2020 roku, po współpracach „Stuck with U” i „Rain on Me”, odpowiednio z Justinem Bieberem oraz Lady Gagą; zaś sama Grande jest jedyną artystką w historii z pięcioma debiutami na szczycie tego notowania. Drugi singel albumu, „34+35”, zadebiutował na ósmym miejscu Hot 100, a wraz z wydaniem remiksu z gościnnym udziałem Dojy Cat oraz Megan Thee Stallion, utwór uplasował się na drugiej pozycji. Positions zadebiutowało na szczycie zestawienia Billboard 200, stając się piątym albumem numer jeden Grande. Album również podbił szczyty list w Argentynie, Irlandii, Kanadzie, Litwie, Norwegii, Nowej Zelandii i Wielkiej Brytanii.

## Geneza
19 kwietnia 2020 roku po raz pierwszy poinformowano, że Grande pracuje nad nową muzyką. W maju Grande zdradziła, że wcześniej w 2020 nagrała piosenkę razem z Doją Cat. W tym samym wywiadzie, piosenkarka ujawniła, że nie wyda albumu podczas izolacji spowodowanej przez pandemię koronawirursa. 14 października 2020 roku Grande ogłosiła w mediach społecznościowych, że jej nadchodzący szósty album studyjny zostanie wydany w tym samym miesiącu. Trzy dni później opublikowała film w zwolnionym tempie, w którym wpisuje słowo „positions" (pozycje) na klawiaturze. Tego samego dnia oficjalna strona Grande rozpoczęła dwa odliczania, do 23 października 2020 oraz 30 października 2020. 23 października 2020 piosenkarka potwierdziła na swoich mediach społecznościowych, że album ukaże się 30 października oraz opublikowała jego okładkę. Lista utworów została ujawniona następnego dnia. Grande opublikowała trzy nieznacznie różniące się okładki Positions w mediach społecznościowych. Są to czarno-białe fotografie przedstawiające Grande z profilu i w różnych pozach. Piosenkarka została sfotografowana przez Dave'a Meyersa (który również wyreżyserował teledysk do utworu tytułowego), gdzie reżyserem kreatywnym był Stefan Kohli.

## Kompozycja
Muzycznie, Positions jest głównie trap-popowym i R&B albumem, który zawiera elementy hip-hopu, neo soulu, disco, funku, microhouse, electro house oraz chamber popu, gdzie wokale Grande zostały porównane do stylu mumble rapu. Pierwszy utwór, „Shut Up”, został opisany jako „szkatułką orkiestralnego popu, w której piosenkarka upomina osoby, które są za bardzo zainteresowane tym co ona robi w wolnym czasie”. W tekście drugiej piosenki, „34+35”, jest wiele odniesień seksualnych. Trzecia kompozycja jest współpracą z Doją Cat o nazwie „Motive”, w której piosenkarki rozmyślają nad tym co stoi za myśleniem ich adoratorów „Off the Table”, utwór stworzony we współpracy z The Weeknd, który „mówi o kochaniu kogoś po stracie oraz z gracją”. W „Six Thirty” Grande „łamie przyjęte normy językowe i tworzy nowy metaforyczny wzór, porównując osobę do specyficznej godziny dnia reprezentowanej na zegarku”. Rachel Handler ze strony „Vulture” opisała „My Hair” jako „bystrą i ciętą piosenkę, która ma na celu uspokoić skrępowanego partnera, że dotykanie jej wręcz przerażająco dużego kucyka jest ok”. Jedenasty utwór „Love Language” jest połączeniem disco oraz new jack swing. Odpowiednio strony „PopSugar” i „Insider” odnotowały, że „Off the Table” posiada sampel utworu Maca Millera „2009”, a „West Side” zawiera sampel piosenki Aaliyah „One in a Million”.

## Wydanie i single
27 października 2020 Grande ogłosiła, że zostaną wydane dwie fizyczne wersje albumu będą wydane w formacie CD z różnymi okładkami. Zostały one udostępnione do przedsprzedaży tego samego dnia. 2 lutego 2021 roku piosenkarka zapowiedziała deluxe wydanie albumu.
W maju 2021 album osiągnął w Polsce certyfikat złotej płyty, w grudniu 2024 – trzykrotnie platynowej płyty.
„Positions” ukazało się 23 października 2020 roku jako główny singiel albumu. Piosenka została przyjęta w miarę pozytywnie przez krytyków muzycznych. Akompaniujący teledysk wyreżyserowany przez Dave'a Meyersa został opublikowany tego samego dnia i przedstawia Grande jako prezydent Stanów Zjednoczonych Singel zadebiutował na szczycie amerykańskiej listy Hot 100, stając się piątym numerem jeden Grande, a także rozszerzył jej rekord utworów, które zadebiutowały w tym notowaniu na pierwszej pozycji do pięciu. Singel również uplasował się na pierwszej pozycji listy Mainstream Top 40 w grudniu 2020, stając się siódmym numerem jeden Grande tamże oraz siedemnastym przebojem top 10. Utwór plasował się na szczycie tego zestawienia przez sześć tygodni, podobnie do „7 Rings”. W styczniu 2021 „Positions” zyskało status platynowej płyty w Stanach za sprzedaż miliona kopii.
„34+35” zostało wydane 30 października jako drugi singel promujący album. Utwór zadebiutował na ósmym miejscu Hot 100, stając się osiemnastym hitem w top 10, zrównując się z Beyoncé w liczbie przebojów top 10. Po wydaniu remiksu z Doją Cat i Megan Thee Stallion, „34+35” uplasowało się na drugiej pozycji, stając się dwunastym hitem top 5 Grande w Hot 100. W styczniu 2021 singel ten status platynowej płyty w Stanach za sprzedaż miliona kopii.

## Lista utworów
| Standardowa edycja Positions | Standardowa edycja Positions                      | Standardowa edycja Positions                                                                                                  | Standardowa edycja Positions                                 | Standardowa edycja Positions |
| Nr                           | Tytuł utworu                                      | Autorzy | Produkcja                                                    | Długość                      |
| ---------------------------- | ------------------------------------------------- | --- | ------------------------------------------------------------ | ---------------------------- |
| 1.                           | „shut up”                                         | Ariana Grande · Tayla Parx · Tommy Brown · Peter Lee Johnson · Steven Franks · Travis Sayles                                  | Tommy Brown · Peter Lee Johnson · Mr. Franks · Travis Sayles | 2:37                         |
| 2.                           | „34+35”                                           | Grande · Victoria Monét · Tayla Parx · Scott Nicholson · Albert Stanaj · Brown · Johnson · Franks · Courageous Xavier Herrera | Brown · Johnson · Mr. Franks · Xavi                          | 2:53                         |
| 3.                           | „motive” (z gościnnym udziałem Dojy Cat)          | Grande · Amala Dlamini · Nija Charles · Monét · James McIntyre · Shane Lindstrom · Brown · Franks                             | Murda Beatz · Brown · Mr. Franks · Joseph L'Étranger         | 2:47                         |
| 4.                           | „just like magic”                                 | Grande · Priscilla Hamilton · Robert Taylor · Brown · Franks                                                                  | Shea Taylor · Brown · Mr. Franks                             | 2:29                         |
| 5.                           | „off the table” (z gościnnym udziałem The Weeknd) | Grande · Abel Tesfaye · Shintaro Yasuda · Brown · Franks · Travis Sayles                                                      | Shintaro · Brown · Mr. Franks · Travis Sayles                | 3:59                         |
| 6.                           | „six thirty”                                      | Grande · Hamilton · Brown · Franks · Nami · Taylor                                                                            | Brown · Mr. Franks · Nami · Taylor                           | 3:04                         |
| 7.                           | „safety net” (z gościnnym udziałem Ty Dolla Sign) | Grande · Tyrone Griffin, Jr. · Khristopher Riddick-Tynes · Leon Thomas III · Brown · Silas Doss                               | The Rascals · Brown · Keys Open Doors                        | 3:28                         |
| 8.                           | „my hair”                                         | Grande · Monét · Parx · Scott Storch · Brown · Anthony M. Jones · Charles Anderson                                            | Scott Storch · Brown · Anthony M. Jones · Charles Anderson   | 2:38                         |
| 9.                           | „nasty”                                           | Grande · Monét · Riddick-Tynes · Thomas · Brown · Nami · Sayles                                                               | The Rascals · Brown · Nami · Sayles                          | 3:20                         |
| 10.                          | „west side”                                       | Grande · Monét · Brown · Herrera · Ammar Junedi                                                                               | Brown · Xavi · Ammar Junedi                                  | 2:12                         |
| 11.                          | „love language”                                   | Grande · Monét · Parx · Kam Parker · Brown · Tommy Parker · Sayles                                                            | Brown · Tommy Parker · Sayles                                | 2:59                         |
| 12.                          | „Positions”                                       | Grande · Charles · Angelina Barrett · Brian Vincent Bates · James Jarvis · London Holmes · Brown · Franks                     | London on da Track · Brown · Mr. Franks                      | 2:52                         |
| 13.                          | „obvious”                                         | Grande · Charles · Ryan Tedder · Johnson · Brown · Franks · Sayles · Josh Conerly                                             | Brown · Mr. Franks · Sayles · Josh Conerly                   | 2:28                         |
| 14.                          | „pov”                                             | Grande · Parx · Brown · Franks · Oliver Frid                                                                                  | Brown · Mr. Franks · Oliver Frid                             | 3:21                         |
|                              |                                                   | |                                                              | 41:07                        |

| Edycja deluxe Positions | Edycja deluxe Positions | Edycja deluxe Positions |
| Nr                      | Tytuł utworu            | Długość                 |
| ----------------------- | ----------------------- | ----------------------- |

## Personel
Lista osób zaangażowanych w tworzenie albumu została zaadaptowana z serwisu Tidal.

### Muzycy
- Ariana Grande – wokale, wokale wspierające
- Doja Cat – wokale (3)
- The Weeknd – wokale (5)
- Ty Dolla Sign – gościnne wokale (7)
- Peter Lee Johnson – instrumenty smyczkowe (1–2, 6, 8, 14)
- Madison Calle – harfa (1)
- Paula Hochhalter – wiolonczela (5–6, 11)
- Ross Gadsworth – wiolonczela (5–6, 11, 14)
- Gerry Hilera – koncertmistrz (5–6, 11, 14)
- David Walther – altówka (5–6, 11, 14)
- Rodney Wirtz – altówka (5–6, 11, 14)
- Ana Landauer – skrzypce (5–6, 11, 14)
- Ashoka Thiaragarajan – skrzypce (5–6, 11, 14)
- Ellen Jung – skrzypce (5–6, 11, 14)
- Gerry Hilera – skrzypce (5–6, 11, 14)
- Lorand Lokuszta – skrzypce (5–6, 11, 14)
- Mario De Leon – skrzypce (5–6, 11, 14)
- Michele Richards – skrzypce (5–6, 11, 14)
- Neil Samples – skrzypce (5–6, 11, 14)
- Phillip Levy – skrzypce (5–6, 11, 14)
- Dammo Farmer – gitara basowa (8)
- Tarron Crayton – gitara basowa (11)
- James Jarvis – gitara (12)

### Produkcja
- Tommy Brown – produkcja
- Mr. Franks – produkcja (1–2, 4, 6, 12–14), współprodukcja (3, 5)
- Peter Lee Johnson – produkcja (1–2)
- Travis Sayles – produkcja (1, 9, 11, 13), współprodukcja (5)
- Xavi – produkcja (10), współprodukcja (2)
- Murda Beatz – produkcja (3)
- Shae Taylor – produkcja (4), współprodukcja (6)
- Shintaro – produkcja (5)
- Nami – produkcja (9), współprodukcja (6)
- Keys Open Doors – produkcja (7)
- The Rascals – produkcja (7, 9)
- Scott Storch – produkcja (8)
- Tommy Parker – produkcja (11)
- London on da Track – produkcja (12)
- Josh Conerly – produkcja (13)
- Oliver "Junior" Frid – produkcja (14)
- Ariana Grande – produkcja wokali, aranżacja wokali
- Joseph L’Étranger – współprodukcja (3)
- Anthony M. Jones – współprodukcja (8)
- Charles Anderson – współprodukcja (8)
- Ammar Junedi – współprodukcja (10)

### Techniczne
- Ariana Grande – inżynieria (1–8, 10–14)
- Billy Hickey – inżynieria (1–8, 10–14)
- Brendan Morawski – inżynieria (8)
- Sam Ricci – inżynieria (9)
- Serban Ghenea – miksowanie
- Randy Merrill – mastering
- Brandon Wood – asystent inżynierii nagrywania (4, 6)
- Andrew Keller – asystent inżynierii nagrywania (8)
- Sean Klein – asystent inżynierii nagrywania (8)

## Historia wydania
| Obszar     | Data                 | Format                                              | Edycja      | Wytwórnia | Przypis              |
| ---------- | -------------------- | --------------------------------------------------- | ----------- | --------- | -------------------- |
| Cały świat | 30 października 2020 | CD · kaseta · digital download · media strumieniowe | standardowa | Republic  | [ 73 ] [ 74 ] [ 75 ] |
| Cały świat | 19 lutego 2021       | digital download · media strumieniowe               | deluxe      | Republic  | [ 58 ]               |
| Cały świat | 9 kwietnia 2021      | płyta długogrająca                                  | standardowa | Republic  | [ 76 ]               |